# 7778 Markrobinson
7778 Markrobinson è un asteroide areosecante. Scoperto nel 1993, presenta un'orbita caratterizzata da un semiasse maggiore pari a 2,3831692 UA e da un'eccentricità di 0,3276506, inclinata di 19,56743° rispetto all'eclittica.